# 俞佐宸

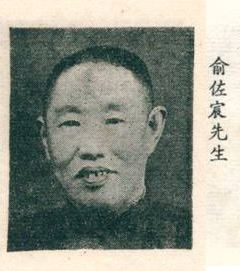

俞佐宸（1892年—1985年），浙江镇海人，中华人民共和国政治人物。
担任宁波市副市长。民建浙江省委副主委、宁波市委主委。1958年2月补选。1954年，当选第一届全国人民代表大会代表。